# تاداوكا
تاداوكا (باليابانية: 忠岡町) هي بلدة في اليابان، تقع في أوساكا، ومقاطعة سينبوكو، أوساكا، بلغ عدد سكانها 17,011  نسمة وذلك حسب إحصائيات سنة 2017، تبلغ مساحتها 3.97 كيلومتر مربع، رمزها البريدي هو 595-0805.

## أعلام
- كينتا مايدا